# Lophocampa atomosa
Lophocampa atomosa är en fjärilsart som beskrevs av Walker 1855. Lophocampa atomosa ingår i släktet Lophocampa och familjen björnspinnare. Inga underarter finns listade i Catalogue of Life.